# Bylhalli, Bhalki
Bylhalli là một làng thuộc tehsil Bhalki, huyện Bidar, bang Karnataka, Ấn Độ.